# Bassel Khartabil

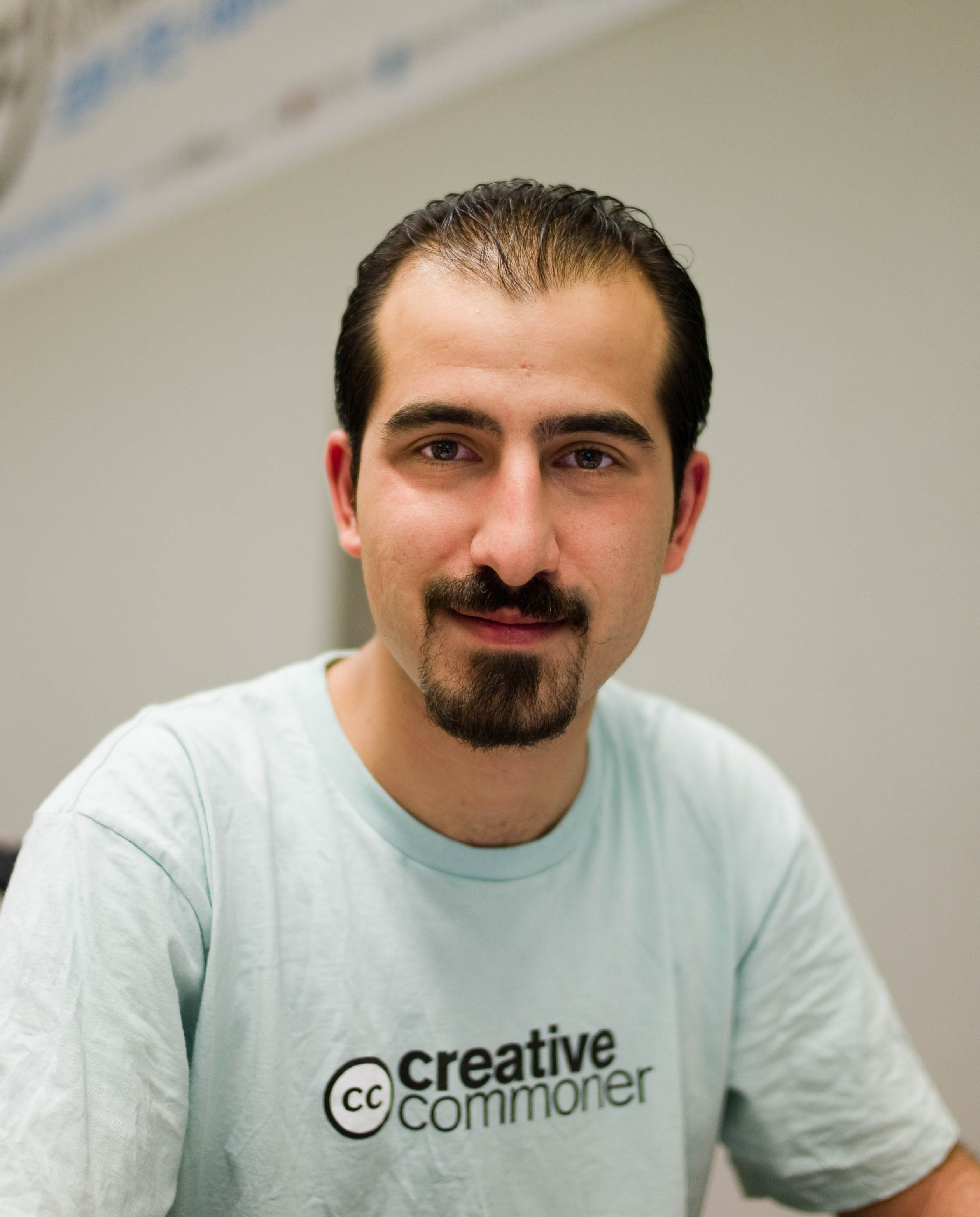
Bassel Khartabil (2010)

Bassel Khartabil, arabisch باسل خرطبيل Basil Chartabil, DMG Bāsil Ḫarṭabīl (auch Bassel Safadi, باسل الصفدي / Bāsil aṣ-Ṣafadī; * 22. Mai 1981; † 2015), war ein syrischer Softwareentwickler palästinensischer Herkunft, bekannt durch seine Beiträge für Open-Source-Software und Freie Kultur. Am 15. März 2012 wurde er wegen angeblicher „Gefährdung des Staates“ in Damaskus inhaftiert. Nach Angaben seiner Frau wurde er 2015 verschleppt und hingerichtet, was erst 2017 bekannt wurde.

## Leben
Khartabil wuchs in Syrien auf. Nach seinem Studium spezialisierte er sich auf Open-Source-Software. Er war CTO und Gründer von Aiki Lab und CTO von Al-Aous, einer Medienorganisation für Archäologie und Kunst in Syrien. Er arbeitete als Projektleiter für Creative Commons Syria und war an Projekten wie Mozilla Firefox, Wikipedia, der Open Clip Art Library, Fabricatorz und Sharism beteiligt. Zuletzt arbeitete er an realistischen 3D-Rekonstruktionen der antiken Stadt Palmyra.
Khartabil wollte im April 2012 heiraten. Nachdem seine Inhaftierung im Juli 2012 bekannt geworden war, startete eine Gruppe von Unterstützern und Persönlichkeiten eine globale Kampagne für seine sofortige Freilassung, die von internationalen Medien wie Al Jazeera aufgegriffen wurde. In der 2012 veröffentlichten Liste der Top Global Thinkers erklärte Foreign Policy Bassel zusammen mit Rima Dali zu jemandem, der „entgegen allen Widrigkeiten auf einer friedlichen syrischen Revolution beharrt“ (“insisting, against all odds, on a peaceful Syrian Revolution”). Am 7. Januar 2013 wurde Khartabil erlaubt, im Gefängnis zu heiraten, nachdem er erst wenige Tage zuvor zum ersten Mal Besuch von seiner Familie erhalten konnte.
Am 3. Oktober 2015 wurde Bassel Khartabil vom Gefängnis in Adra, nordöstlich von Damaskus, zu einem unbekannten Ort gebracht, wo er, wie seine Unterstützer befürchteten, von einer Aburteilung durch ein Militärgericht bedroht war.
Mehrere Menschenrechtsorganisationen berichteten am 20. November 2015, seine Frau habe von syrischen Sicherheitsbehörden die Nachricht erhalten, dass ihr Mann zum Tode verurteilt worden sei. Im August 2017 wurde bekannt, dass Bassel Khartabil kurz nach seiner Verschleppung 2015 hingerichtet worden war.

## Gedenken
Nach Bassel Khartabil wurde ein Free-Culture-Fellowship-Programm benannt, das Kultur- und Medienschaffende unterstützen soll, die unter widrigen Umständen arbeiten. Creative Commons, Mozilla, die Wikimedia Foundation, die Jimmy Wales Foundation, #NEWPALMYRA, Global Voices und andere Organisationen unterstützen und finanzieren das Programm.